# Бабенко Віра Лук'янівна
Ві́ра Лук'я́нівна Бабе́нко (* кінець вересня 1902, село Веселі Терни Криворізького повіту, Катеринославська губернія — † 7 вересня 1921) — українська  підпільниця , зв'язкова Катеринославського повставкому.

## Біографія
Навчалася у гімназії в Катеринославі.
Розвідниця Степової (Олександрійської) дивізії.
Як посланець окружного катеринославського штабу до уряду УНР в березні 1921 року побувала в Тарнові.
Після повернення заарештована 29 квітня 1921 року разом із провідниками штабу і закатована чекістами 7 вересня 1921 року.
7 вересня в Жандармській балці Катеринослава (Дніпропетровськ) розстріляно 51 повстанця, які входили до підпільної мережі отамана Степового-Блакитного (Кость Пестушко). Серед інших розстріляли й зрадника — отамана Зірку.

## Вшанування пам'яті
В липні 2024 року у місті Кривий Ріг вулицю Должанського перейменували на вулицю Віри Бабенко..